# Jareta
En náutica, la Jareta es el cabo que con otros iguales sujetan el pie de las arraigadas y de la obencadura. Atraviesan de una banda a la otra por debajo de la cofa. (fr. Trelingage; ing. Harpings, Catharping; it. Strelingaggio). 

## Otro concepto
Se llama jareta falsa al cabo delgado que se amarra y tesa de obenque a obenque de una banda a otra por la medianía de estos para sujetarlos y asegurar los palos cuando la obencadura se ha aflojado durante un temporal.